# 1349 (Band)
1349 ist eine norwegische Black-Metal-Band, die 1997 aus der Band Alvheim hervorging.

## Name
Der Name der Band bezieht sich auf das Jahr 1349, in dem die Pestepidemie Norwegen heimsuchte und die Bevölkerung dezimierte, was nach Aussage der Gruppe Norwegens „goldenes Zeitalter“ beendete.

## Geschichte
Das 1998 aufgenommene erste Demo sowie das erste Promoalbum (Chaos Preferred, 1999) von 1349 wurden nie veröffentlicht. Ursprünglich spielte Sänger Ravn auch Schlagzeug, in dieser Besetzung trat die Band aber nie live auf.
2000 entschied die Band, ein neues Promoalbum aufzunehmen und bat hierzu den Satyricon-Schlagzeuger Kjetil-Vidar „Frost“ Haraldstad, das Schlagzeug einzuspielen. Er war von dem Material und der Band so begeistert, dass er der Band dauerhaft beitrat.
2001 spielte die Band ihr erstes Album Liberation ein, das jedoch zunächst einmal nicht veröffentlicht wurde, da sie sich in der folgenden Zeit einen Namen durch Live-Auftritte erspielen wollten. 2003 wurde das Album dann über Candlelight Records veröffentlicht. Fast genau ein Jahr später veröffentlichten sie ihr zweites Album „Beyond the Apocalypse“.
2007 war die Band auf dem Metal-Festival Wacken Open Air sowie auf dem Under the Black Sun Festival zu sehen, 2008 auf dem With Full Force.
2009 erschien das von Thomas Gabriel Fischer ko-produzierte Album Revelations of the Black Flame, mit dem die Gruppe ihren Stil änderte. Statt des üblichen Tremolo-Riffings und der Blastbeats wurden die Songs schleppender, es kamen Elemente aus Doom Metal, Industrial und Noise hinzu; Ravn zufolge handelt es sich dabei um eine „abgespeckte Version des 1349-Sounds, in der alle Einflüsse klarer erkennbar sind“, das Album sei „der Kern von 1349“ und ihr düsterstes Werk. Das Album wurde vom Rock Hard negativ bewertet und von Black-Metal-Traditionalisten abgelehnt; diesen entgegnete Ravn, „dass Black Metal überhaupt keine Grenzen haben sollte“ und es schade sei, „dass eine Menge Hörer extrem konservativ damit umgehen“.
2010 wurde das Album Demonoir veröffentlicht; für Archaon war dabei Dødheimsgards Supervillain Outcast, das er als „wahnsinnig innovativ“ erachtet, eine der wichtigsten Inspirationen.
2014 wurde das Album „Massive Cauldron of Chaos“ veröffentlicht.
Am 14. Januar 2019 veröffentlichten 1349 die Single „Dødskamp“ und am 18. Oktober 2019 das Album „The Infernal Pathway“.

## Diskografie
Studioalben
- 2003: Liberation
- 2004: Beyond the Apocalypse
- 2005: Hellfire
- 2009: Revelations of the Black Flame
- 2010: Demonoir
- 2014: Massive Cauldron of Chaos
- 2019: The Infernal Pathway
- 2024: The Wolf & the King

Sonstige
- 1998: Demo 1998 (Demo)
- 1999: Chaos Preferred (Demo)
- 2001: 1349 (EP)
- 2009: Maggot Fetus… Teeth Like Thorns (EP)

Videographie
- 2005: Sculptor of Flesh (Musikvideo)
- 2011: Hellvetia Fire – The Official 1349 Bootleg (Live-DVD)